# ヘキサフェニルベンゼン
ヘキサフェニルベンゼン（英: Hexaphenylbenzene）は芳香族化合物の一種。ベンゼンに6つのフェニル基が結合しており、化学式はC42H30で表される。
テトラフェニルシクロペンタジエノンとジフェニルアセチレンをベンゾフェノンまたはその他の高温の溶媒で還流することで得られる。
立体障害により、周囲のベンゼン環は中央のベンゼン環と平面配置とならず、65°ほど回転したプロペラ状の構造をとる。